# 스피드 개러지
스피드 개러지(Speed garage)는 잉글랜드의 전자 음악 장르 중 하나이다. 플러스-8이라고도 알려져있다.

## 들어 보기
Double 99 - RIP Groove (Original) - 유튜브